# 蒂拉乌塔
蒂拉乌塔（Tirawuta）是印度尼西亚东南苏拉威西省的一个城镇，是东科拉卡县的县治所在，位于苏拉威西岛东南半岛。2010年统计，蒂拉乌塔所在的蒂拉乌塔区（Kecamatan Tirawuta）共有12,483人。

## 资料来源
1. ↑  Biro Pusat Statistik, Jakarta, 2011.